# Reulle-Vergy
Reulle-Vergy là một xã thuộc tỉnh Côte-d'Or trong vùng Bourgogne miền đông nước Pháp.